# براق ياكان يوكسل
براق ياكان يوكسل (بالتركية: Burak Yacan Yüksel)‏ مواليد 9 مارس 1992 في تركيا، هو لاعب كرة سلة تركي. بدأ مسيرته الاحترافية في سنة 2010. يلعب في الدوري التركي لكرة السلة. يحمل الرقم 11. يبلغ طوله 6 قدم 8 بوصة (2.0 م). لعب مع نادي أنادولو إفيس لكرة السلة.